# 清湖学校站
清湖学校站是一个属于深圳有轨电车的有轨电车车站，位于中华人民共和国广东省深圳市龙华区龙华街道龙华大道与清湖路交叉路口以南，沿龙华大道呈南北走向。
本站于2017年10月28日随深圳有轨电车一期线路一同正式启用。

## 车站结构
清湖学校站为地面二层4米岛式车站，整体设置于龙华大道路中。车站与路侧人行道间由一座人行天桥（清湖小学人行天桥）连接。

### 楼层
| 地上二层          | -         | 人行天桥至道路两侧 |
| 地面              | 月台/道路 | \| \| \| 深圳有轨电车1号线/2号线往新澜及下围（梅龙北） \| \| 島式 · 開左邊车门 \| \| \| \| \| \| 深圳有轨电车1号线/2号线往清湖（清龙） \| |
|                   |           | 深圳有轨电车1号线/2号线往新澜及下围（梅龙北）                                                                                             |
| 島式 · 開左邊车门 |           | |
|                   |           | 深圳有轨电车1号线/2号线往清湖（清龙） |

### 车站周边
- 清湖新村
- 清湖小学及附属幼儿园
- 清湖农贸批发市场
- 龙华区城市管理局

## 历史

### 规划与建设
（待补充）
2017年10月28日，本站随深圳有轨电车一期线路一同启用。

## 接駁交通

### 公共汽车
（待补充）

## 相关图像
- 站台
- 站牌

- 停靠在本站，前往新澜方向的列车